# Eupithecia nordeggensis
Eupithecia nordeggensis là một loài bướm đêm trong họ Geometridae.